# Велики Градац (Глина)
Велики Градац је насељено мјесто на подручју града Глине, Банија, Република Хрватска. Село је постојало у континуитету око 300 година све до августа 1995, када је скоро цјелокупно становништво протјерано.

## Историја
Велики Градац се од распада Југославије до августа 1995. године налазио у Републици Српској Крајини.

## Култура
У мјесту је постојао храм Српске православне цркве Св. апостола Петра и Павла, саграђен 1905. године. Новембра 1941. усташе су га срушиле. Запалили су том приликом и жупу. Храм је стајао на малом брду изнад потока Бручина, где је данас гробље.

### Други свјетски рат
У Другом свјетском рату, многи становници овог села су учествовали у Народноослободилачкој борби, а неки мјештани су и положили животе за слободну Југославију.

## Становништво
На попису становништва 2011. године, Велики Градац је имао 126 становника.
| Националност       | 1991. | 1981. | 1971. | 1961. |
| Срби               | 683   | 708   | 864   | 970   |
| Југословени        | 3     | 38    | 14    |       |
| Хрвати             | 3     | 3     |       | 8     |
| остали и непознато | 19    | 13    | 1     | 8     |
| Укупно             | 708   | 762   | 879   | 986   |

| Демографија | Демографија | Демографија |
| Година      | Становника  | Становника  |
| ----------- | ----------- | ----------- |
| 1961.       | 986         |             |
| 1971.       | 879         |             |
| 1981.       | 762         |             |
| 1991.       | 708         |             |
| 2001.       | 123         |             |
| 2011.       |             | 126         |

## Попис 1991.
На попису становништва 1991. године, насељено место Велики Градац је имало 708 становника, следећег националног састава:
| Попис 1991.‍  | Попис 1991.‍  | Попис 1991.‍ | Попис 1991.‍ | Попис 1991.‍ |
| ------------ | ------------ | ----------- | ----------- | ----------- |
|              |              |             |             |             |
| Срби         | Срби         |             | 683         | 96,46%      |
| Југословени  | Југословени  |             | 3           | 0,42%       |
| Хрвати       | Хрвати       |             | 3           | 0,42%       |
| Муслимани    | Муслимани    |             | 2           | 0,28%       |
| неопредељени | неопредељени |             | 10          | 1,41%       |
| непознато    | непознато    |             | 7           | 0,98%       |
| укупно: 708  |              |             |             |             |

## Знемените личности
- Адам Петровић, народни херој Југославије
- Стојан Комљеновић Чока, народни херој Југославије